# Servire il popolo

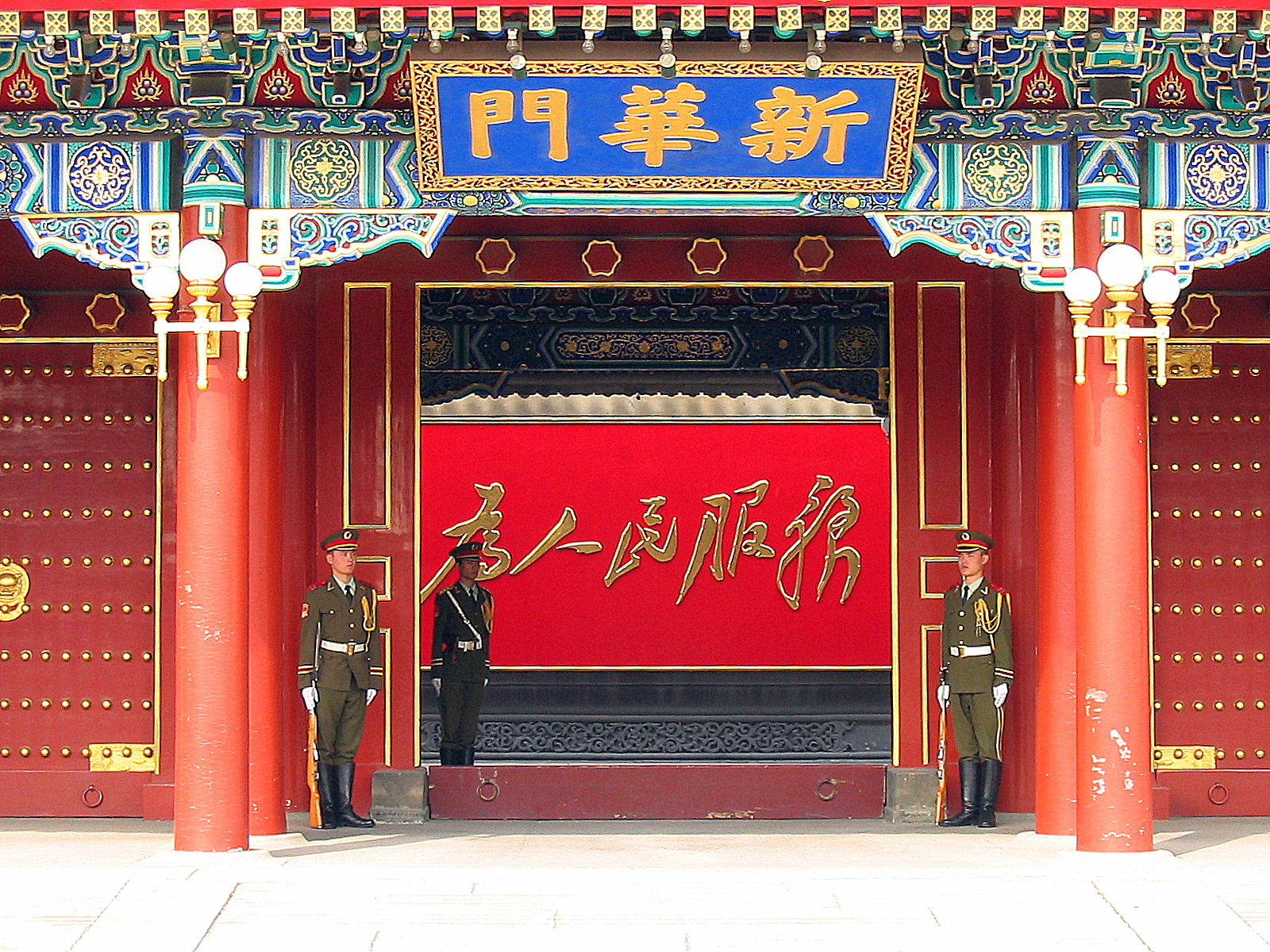
L'ingresso ufficiale dello Zhongnanhai (Xinhuamen, o la «Porta della Nuova Cina»), la sede ufficiale del Partito Comunista Cinese, riporta il motto del Partito,

Servire il popolo o servendo il popolo (为人民服务S, wèi rénmín fúwùP) è un celebre slogan politico, diventato popolare nella Cina continentale, dopo l'instaurazione della Repubblica Popolare Cinese, ed è de facto il motto del Partito Comunista Cinese (PCC).

## Origine

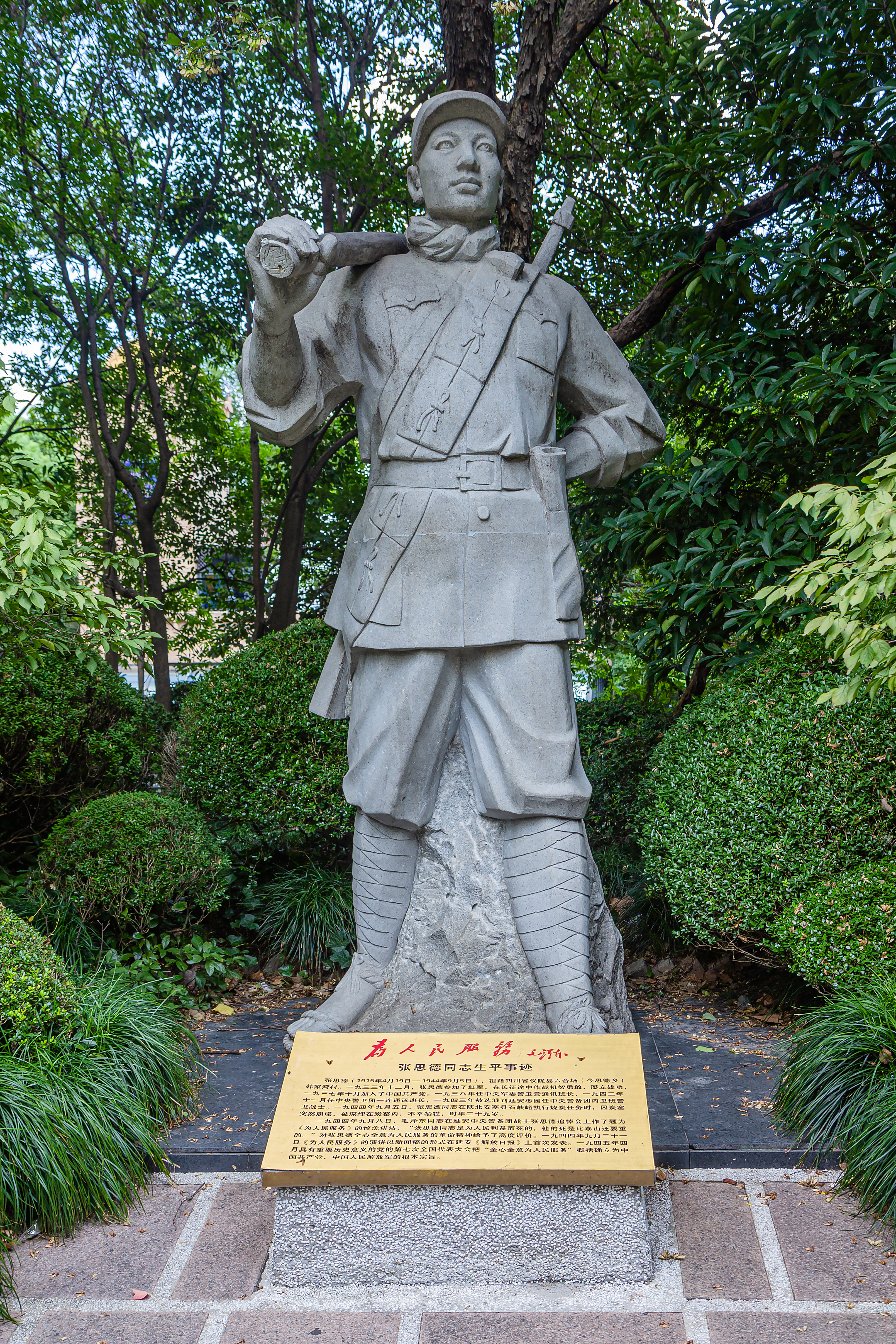
Statua di Zhang Side, nel Parco del Popolo, a Shangai

Secondo quanto riportato dalle fonti governative cinesi, l'origine di questo motto risiederebbe in un discorso tenuto da Mao Zedong l'8 settembre 1944, in occasione della morte di Zhang Side (張思德T, 张思德S, Zhāng SīdéP), un giovane comunista cinese di umili origini contadine – nato nel 1915 nel Sichuan e già membro della Nuova Quarta Armata dell'Esercito Rivoluzionario Nazionale, partecipò alla lunga marcia –, avvenuta pochi giorni prima durante la guerra contro il Giappone allora in corso.
Durante il discorso, Mao citò uno degli aforismi più celebri di Sima Qian, un antico storico cinese, ufficiale di corte presso la dinastia Han:
(Sima Qian, Lettera a Ren An)
e poi continuò:
()

## Al di fuori della Cina
Nel 2007, l'attrice statunitense Cameron Diaz fu oggetto di controversia per aver indossato durante un viaggio in Perù una borsa su cui erano disegnati i caratteri cinesi che compongono lo slogan, associato nel paese sudamericano al Sendero Luminoso, un'organizzazione guerrigliera d'ispirazione maoista, protagonista di un sanguinoso conflitto armato contro lo Stato peruviano verso la fine del XX secolo.

## Galleria d'immagini

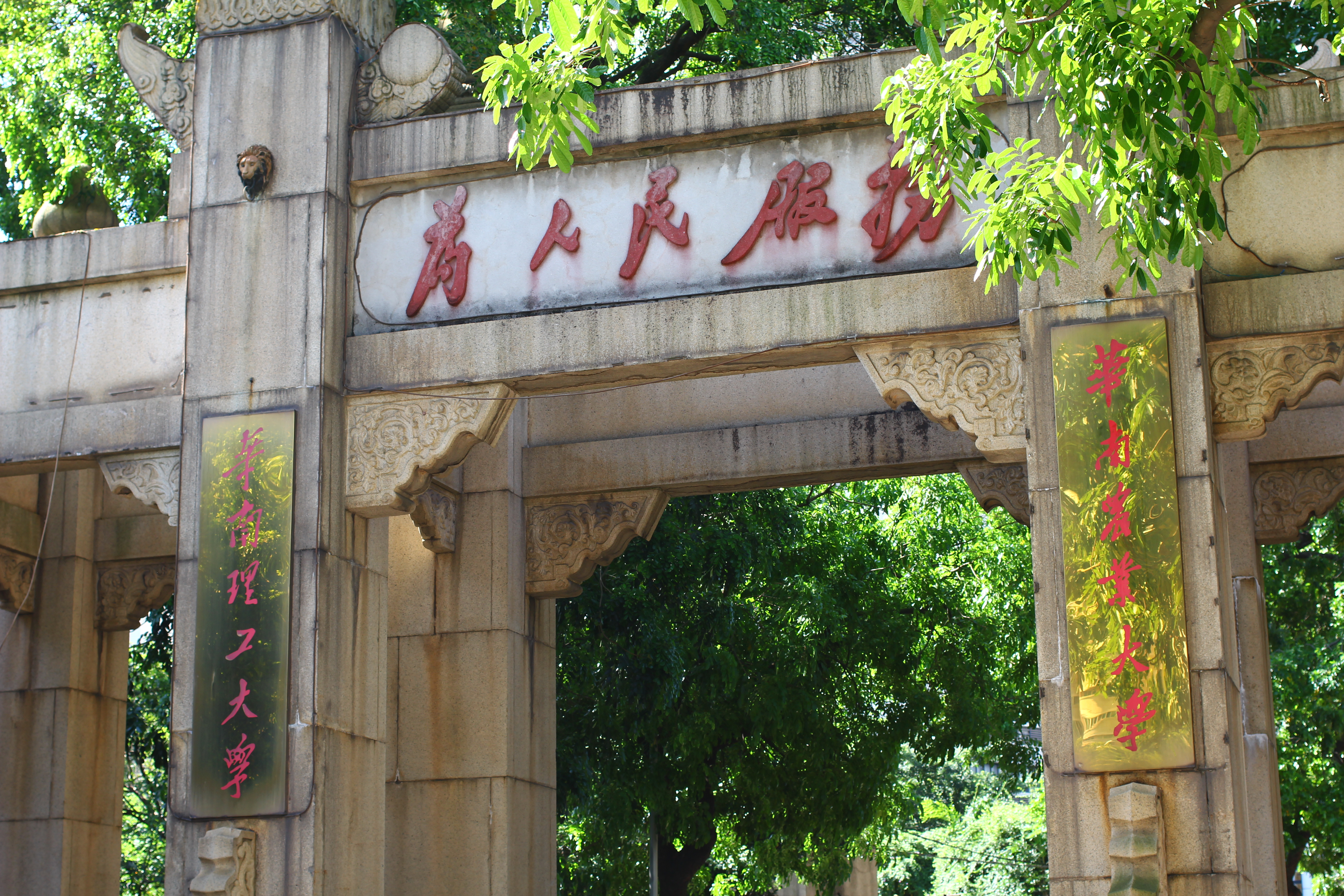
Una delle entrate della Università Sun Yat-sen, a Canton, riporta lo slogan
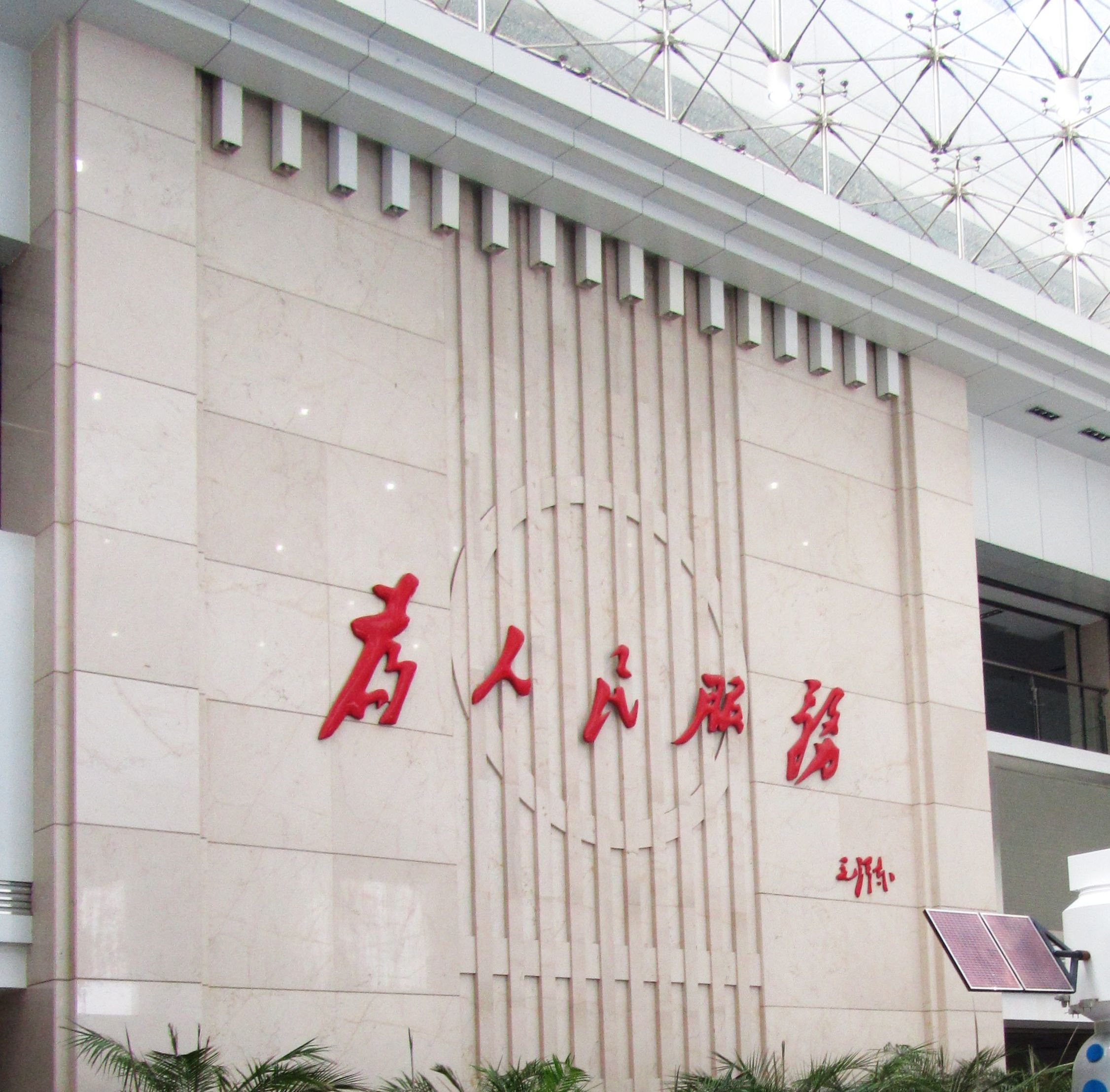
Il motto del Partito con la firma (in caratteri più piccoli, in basso a destra) di Mao Zedong su una facciata dell'ufficio governativo della città di Tengzhou, nello Shandong